# Simone Sombecki
Simone Sombecki (* 9. Juni 1973 in Marl) ist eine deutsche Fernsehmoderatorin und Schauspielerin. Einem breiteren Publikum wurde sie als Assistentin an der Seite von Jürgen von der Lippe bei der ARD-Show Geld oder Liebe bekannt.

## Leben
Vom Februar 2002 bis April 2012 gehörte Simone Sombecki zum Moderatorenteam des TV-Shoppingsenders QVC. Daneben ist sie Diplom-Pädagogin, staatlich geprüfte Aerobic-Lehrerin und engagiert sich ehrenamtlich für den Tierschutz.
Ab 2009 spielte sie in der WDR-Fernsehserie Die Anrheiner eine Fernfahrerin, von 2011 bis 2014 in der Nachfolgeserie Ein Fall für die Anrheiner eine Friseurin. In der WDR-Sendung Tiere suchen ein Zuhause war sie ab 2011 mit 17 Sendebeiträgen als Außenreporterin zu sehen.
Ab Mai 2012 übernahm Simone Sombecki die Moderation von Tiere suchen ein Zuhause und löste damit Claudia Ludwig, die bisherige Moderatorin, ab. Zusammen mit einem Tiertrainer und einer Tierärztin soll so ein neues Konzept verfolgt werden.
Simone Sombecki ist verheiratet und wohnt im Bergischen Land.